# As flores do jardim de nossa casa
"Roberto Carlos ("As flores do jardim de nossa casa")" o también llamado "Roberto Carlos (1969)" es el décimo álbum editado en el año de 1969, del cantante brasileño Roberto Carlos, fue lanzado bajo el sello de Discos CBS International. Como muchos de sus álbumes se titula Roberto Carlos, por lo que se denominan por el más conocido o el primero de los temas incluidos en el mismo.
Conteniendo los temas principales "As flores do jardim de nossa casa" de Roberto y Erasmo Carlos, el tema de la película O diamante cor-de-rosa y "As curvas da estrada do santos", el tema "Sua estupidez'" de Roberto y Erasmo Carlos, así como los temas "Do outro lado da cidade" de Helena dos Santos.

## Lista de canciones
1. «As flores do jardim de nossa casa». (Roberto Carlos/Erasmo Carlos) - 3:12
2. «Aceito seu coração».(Puruca) - 3:41
3. «Nada vai me convencer».(Paulo César Barros) - 2:51
4. «Do outro lado da cidade».(Helena dos Santos - 3:43
5. «Quero ter você perto de mim».(Roberto Carlos/ Erasmo Carlos) - 3:10
6. «O diamante cor-de-rosa».(Roberto Carlos/ Erasmo Carlos) - 3:20
7. «Não vou ficar».(Tim Maia) - 3:01
8. «As curvas da estrada do santos».(Roberto Carlos/ Erasmo Carlos) - 3:34
9. «Sua estupidez».(Roberto Carlos/ Erasmo Carlos) - 4:56
10. «Oh! meu imenso amor».(Roberto Carlos/ Erasmo Carlos) - 2:06
11. «Não adianta».(Edson Ribeiro) - 3:50
12. «Nada tenho a perder» (Getúlio Cortes) - 2:50